# Ayuntamiento de Gaborone
El Ayuntamiento de Gaborone es el organismo gubernamental de la ciudad de Gaborone, Botsuana, y es el concejo más rico en Botsuana.[1] está compuesto de 35 concejales que representan los wards de Gaborone.

## Estructura
El Acta de los municipios ordena la estructura de gobiernos locales en Botsuana. Ya que Botsuana es un estado unitario, el poder de los concejos locales es delegado desde el nivel nacional. El Ministerio del gobierno local, tierra y vivienda tiene una influencia importante en términos del personal que contrata y entrena, presupuesta, y hace la planificación de desarrollo.[2] Haskins Nkaigwa, alcalde de Gaborone desde 2011, ha acentuado la importancia de autonomía más local. Avoca por un ayuntamiento más fuerte con el poder de determinar presupuestos, contratar y despedir magistrados y oficiales.[3]

### Administración
El funcionario del ayuntamiento opera el ayuntamiento de Gaborone y encabeza el Equipo de Administración de Oficiales en Jefe (COMT, por sus siglas en inglés). El funcionario tiene varios comités aconsejables y secretarios para ayudar con el trabajo; estas posiciones incluyen el empleado de diputado, la secretaría, la cabeza del tesoro, la agencia de autoayuda para la vivienda, y los departamentos de ingeniería, salud, bomberos, educación, desarrollo social y comunitario, construcción y arquitectura,[4] y un coordinador de VIH/sida.[5]
El ayuntamiento de Gaborone está encargado de proporcionar servicios como el mantenimiento del alcantarillado[6] y el alumbrado público[7] a sus ciudadanos, pero el consejo depende de Empresas públicas como la Empresa de Utilidades del agua y la Empresa de electricidad de Botsuana para suministrar el agua y electricidad respectivamente.[7] El ayuntamiento es también responsable de operar clínicas de salud pública donde el coste es de menos de un dólar estadounidense.[8] El ayuntamiento opera todas las escuelas públicas en Gaborone, proporcionando educación y comida gratuita al alumnado.[9]

### Comités
El ayuntamiento de Gaborone tiene siete comités:
- El comité de finanzas y propósitos generales
- El comité de salud pública, bienestar social y vivienda
- El comité de administración de la agencia de autoayuda para la vivienda
- El comité de planificación de la ciudad
- El comité de licenciatura de comercio
- El comité de educación
- El comité de mociones

El alcalde y el teniente alcalde encabezan el comité de finanzas, haciéndolo el comité más importante.[10] En todos los comités, el alcalde es también un miembro nato. Los comités se reúnen una vez al mes.[11]

### Elecciones
Elecciones para elegir los concejales de ciudad están aguantados alrededor del mismo tiempo como elecciones nacionales. El más reciente uno ocurrido en 2009. Las elecciones están administradas por el Gaborone Distrito Comisión Electoral Independiente. El alcalde de Gaborone está elegido anual por los 35 concejales en un primer-pasados-el-sistema de correo. Los candidatos están limitados los concejales ellos. Como el alcalde, los miembros de los comités están elegidos anuales por los 35 concejales de entre los concejales. Desde los ciudadanos de Gaborone no elige los miembros de comité o el alcalde directamente, raramente saben quién los candidatos son hasta que después del alcalde está seleccionado. Esto ha dirigido a unaccountability en la parte de alcaldes hacia el electorado.[12]

### Presupuesto
Un impuesto sobre la renta llamado el Impuesto del Gobierno Local solía ser la fuente principal de ingresos del ayuntamiento, pero este fue abolido. Sesenta por ciento del presupuesto de la ciudad proviene de subvenciones del gobierno nacional. Los concejales de la ciudad sienten que debido a obligaciones recurrentes, tienen pocas posibilidades de crear nuevas soluciones.[15] Cada trimestre, el ayuntamiento de Gaborone prepara informes financieros para el gobierno nacional.[16]
El ayuntamiento tiene un récord de mal manejo de fondos. En el tercer trimestre del año fiscal 2011, el ayuntamiento retuvo 6 millones de pulas (EE. UU.$756,000 para de junio de 2012) de contratistas privados. Los fondos eran en cambio utilizados para adquirir compactadores de basura. El consejo también tiene problemas para recoger ingresos; en vez de recibir los previstos P 447,920 (EE. UU.$56,500 para junio de 2012) de costes de aparcamiento, solo recogió P 3.300 (EE. UU.$415 para junio de 2012).[17]

## Composición
| Afiliación                                   | Afiliación | Miembros |
| -------------------------------------------- | ---------- | -------- |
| Partido Democrático de Botsuana (PDB)        |            |          |
| Movimiento de Botsuana para Democracia (BMD) |            |          |
| Partido de Congreso de la Botsuana (BCP)     |            |          |
| Frente Nacional de Botsuana (FNB)            |            |          |
| Total                                        |            |          |
| Fuente: Mmegi[18]                            |            |          |

### Resultado de la elección de Alcalde
La elección de 2012 elección para alcalde de Gaborone estuvo disputada cuándo un concejal en el Ayuntamiento de Gaborone cortó su papeleta por la mitad para votar dos veces. Cuándo contando los votos el 15 de mayo de 2012, Agnes Seragi, el secretaria de la ciudad de Gaborone y agente supervisora de las elecciones, se dio cuenta de que había 36 papeletas, una papeleta más que el número total de concejales. El Concejal Moloko acusó Concejal Kwapa de cortar su papeleta por la mitad y poniendo dos votos en la caja de papeletas. El Concejal Taunyane apoyó la acusación, destacando que una de las papeletas realmente está cortada por la mitad. Como resultado, el conteo se anuló, y una nueva elección siguió inmediatamente dónde el concejal Haskins Nkaigwa resultó elegido alcalde y el concejal Florence Shagwa resultó elegido teniente alcalde.[19]

## Lista de alcaldes
| Mayor                                 | Años en Oficina | Partido político                          | Partido político |
| ------------------------------------- | --------------- | ----------------------------------------- | ---------------- |
| Derek Jones                           | 1966-1968       |                                           |                  |
| Grace Dambe                           | 1968-1969       |                                           |                  |
| Wellie Seboni                         | 1969-1974       |                                           |                  |
| Rosinah Mannathoko (primer plazo)     | 1974-1976       |                                           |                  |
| Clement Oliphant                      | 1977            |                                           |                  |
| Rosinah Mannathoko (plazo de segundo) | 1978            |                                           |                  |
| Pelotelele Tlhaodi                    | 1979            | Partido Democrático de Botsuana           |                  |
| Serara Ketlogetswe                    | 1979-1984       |                                           |                  |
| Botshabelo Bagwasi                    | 1984            | Frente Nacional de Botsuana               |                  |
| Paul Rantao                           | 1984-1994       | Frente Nacional de Botsuana               |                  |
| Ginger Ernest                         | 1994            | Frente Nacional de Botsuana               |                  |
| Nelson Ramaotwana                     | 1999-2004       | Frente Nacional de Botsuana               |                  |
| Harry Mothei                          | 2004-2009       | Frente Nacional de Botsuana               |                  |
| Veronica Lesole                       | 2009-2011       | Partido Democrático de Botsuana           |                  |
| Haskins Nkaigwa                       | 2011-presente   | Movimiento de Botsuana para la Democracia |                  |
| Fuente: Botswana Guardian[20]         |                 |                                           |                  |